# Oxymagis vitticollis
Oxymagis vitticollis är en skalbaggsart som först beskrevs av Leon Fairmaire 1883.  Oxymagis vitticollis ingår i släktet Oxymagis och familjen långhorningar. Inga underarter finns listade i Catalogue of Life.